# تپه طلایی مراغه
تپه طلایی مراغه مربوط به دوره ساسانیان - سدهٔ ۵ تا ۷ ه.ق است و در شهرستان فریمان، بخش مرکزی، روستای مراغه واقع شده و این اثر در تاریخ ۱۷ مرداد ۱۳۸۳ با شمارهٔ ثبت ۱۱۰۵۰ به‌عنوان یکی از آثار ملی ایران به ثبت رسیده است.